# ピーター・ゲッチェ

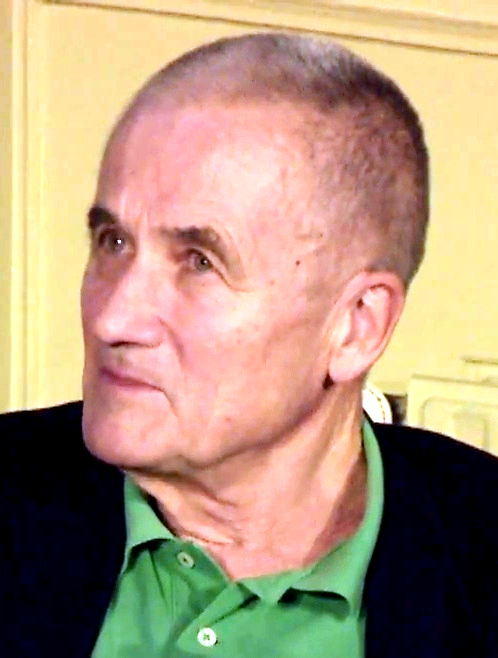

ピーター・ゲッチェ (Peter C. Gøtzsche, 1949年11月26日 - ) は、デンマークの医学研究者で、デンマークのコペンハーゲンにある北欧コクランセンターの代表を務めた。彼は、コクラン共同計画を通じて多数のレビューを書いている。
彼の調査には、偽薬は意外にもほとんど効果がなかったという調査や、多くのメタアナリシスはデータ抽出の誤りに弱点がある可能性があるといったものがある。ゲッチェと彼の共同研究者は、研究方法や、他の科学者による解釈を熱心に批評してきており、その例は偽薬のメタアナリシスにおけるものである。ゲッチェはまたメタアナリシスや医学雑誌の編集者の独立性や、医療ゴーストライターについて発言している。
2013年には、彼の著書、『死にうる薬と組織犯罪:大手製薬会社はいかにして医療を腐敗させたか』（Deadly Medicines and Organised Crime: How Big Pharma has Corrupted Healthcare, 日本語訳未公刊）が刊行された。これは2014年、英国医師会ブック・アワードの、医学の基盤部門の一等賞を受賞した。
2014年4月30日、英貴族院にて根拠に基く精神医学評議会(Council for Evidence-based Psychiatry)の開始が宣言され、過剰診断と過剰治療に対抗し、薬物療法の有害な影響を公表することを目標としている。2017年のドキュメンタリー映画、『精神医学を診断する』(邦訳なし、Diagnosing Psychiatry)が公開された。

## 経歴
ピーター・ゲッチェは、生物学と化学の学位を取得し、アストラの営業担当者としてキャリアを開始し、働きながら医学部にも通った。彼は内部から、非ステロイド性抗炎症薬(NSAID)においていかに試験が悪用されるかを調べた。NSAIDのランダム化比較試験のバイアスに焦点を当て、資金援助が結果に影響を与えるという重要な知見を得た。そして彼は、コクラン共同計画を支援し、また北欧コクランセンターを設立することになる。

## マンモグラフィー・スクリーニングへの批判
ゲッチェは、乳がんに対するスクリーニングとしてマンモグラフィーを使用することを批判してきており、正当化できないと主張してきた;彼の主張は議論となった。マンモグラフィー・スクリーニング研究のメタアナリシスに端を発する彼の批判は、「マンモグラフィーによる乳がんに対するスクリーニングは正当化可能か?」(Is screening for breast cancer with mammography justifiable?)は、2000年に『ランセット』に掲載された。その中で彼は、無作為化が不十分であると反論し、8研究中6つを切り捨てた。
2006年には、マンモグラフィー・スクリーニングについてのゲッチェによる論文が、印刷前の電子出版のEuropean Journal of Cancerに掲載された。後にその雑誌は、いかなる正式な撤回もなく、ウェブサイトから完全にその論文を削除した。
後にその論文は、編集者による短い注釈つきでDanish Medical Bulletinに掲載されており、ゲッチェと彼の共同研究者は、同研究者らが関与しなかった一方的な撤回について発言している。
2012年には、彼の著書、『マンモグラフィー・スクリーニング:真実、嘘と論争』（Mammography Screening: Truth, Lies and Controversy, 日本語訳未公刊）が刊行された。

## 製薬産業による犯罪
2012年ゲッチェは、「製薬産業による企業犯罪は一般的で、深刻かつ反復的である」と題する論文を公開し、その短縮版が『イギリス医師会雑誌』(BMJ)に掲載された。近年、大規模な適応外使用の違法なマーケティングが繰り返され、それは実際に司法によって裁かれ数十億ドルの罰金も科されている。
2013年には、彼の著書、『死にうる薬と組織犯罪:大手製薬会社はいかにして医療を腐敗させたか』（Deadly Medicines and Organised Crime: How Big Pharma has Corrupted Healthcare, 日本語訳未公刊）が刊行された。これは英国医師会(British Medical Association:BMA)によるBMAブック・アワード2014の、医学の基盤(Basis of medicine)部門の一等賞(First prize)を受賞した。
2015年9月には、『死に至らしめる精神医学と組織的否認』（Deadly Psychiatry and Organised Denial, 日本語訳未公刊）が、刊行された。

## 根拠に基く精神医学評議会
根拠に基く精神医学評議会(Council for Evidence-based Psychiatry)は、近代精神医学の前提に挑戦するために設立され、精神医学における過剰診断と過剰治療に対抗し、精神科薬物療法の有害な影響を公表することにあり、2014年4月30日英貴族院にて開始が宣言された。
多くの先進国において、金融危機に先行して精神と行動の障害の障害給付金が増加し、その薬物療法は人々を職務復帰させることができないことを示している。

## 追放
2018年5月のヒトパピローマウイルスワクチンについてのコクラン・レビューについての論文について、ピーターらは7月に議論を起こしていた。そのBMJ Evidence Basedに掲載された「コクランHPVワクチンのレビューは不完全かつバイアスについての重要な証拠を無視している」では、ピーターらの1月の調査で既に46件のランダム化試験が完了しているのに、26件の試験を使ったしその他の副作用についての情報をいくつかの点で見落としていると指摘していた。
9月14日、ピーターの追放について12人の理事の6人が賛成、5人が反対し、追放の決定後にこのような追放はコクランの精神に反するとして4人の理事が辞任を表明した。続いて2人が辞任を求め、コクランは理事の半分を失うことにつながった。
ゲッチェは倫理統制の危機だという声明を発し、サイエンスマガジンの取材に対して、コクランへの出資者が圧力をかけたのではないかと漏らした。2012年にマーク・ウィルソンがコクランのCEOとなってから、商業に対して友好的になってきており、追放はこうした動きの一部だと述べている。

## 著書
- Peter C Gøtzsche; Henrik R Wulff (2007). Rational diagnosis and treatment : evidence-based clinical decision-making (4th ed.). John Wiley & Sons. ISBN 9780470723685
- Peter C Gøtzsche (2012). Mammography screening : truth, lies and controversy. Radcliffe Publishing. ISBN 9781846195853
- Peter C Gøtzsche; Richard Smith, Drummond Rennie (2013). Deadly medicines and organised crime : how big pharma has corrupted healthcare. Radcliffe Publishing. ISBN 9781846198847
  - Peter C. Gøtzsche (14 December 2012). Corporate crime in the pharmaceutical industry is common, serious and repetitive (pdf) (Report). Nordic Cochrane Centre. 2014年6月4日閲覧。, これの短縮版は以下である:Gotzsche, P. C. (2012). “Big pharma often commits corporate crime, and this must be stopped”. BMJ 345 (dec14 3):  e8462–e8462. doi:10.1136/bmj.e8462. PMID 23241451.
- Peter C. Gøtzsche (2015). Deadly Psychiatry and Organised Denial. People's Press. ISBN 978-87-7159-623-6